# Danish Sail Training Association
Danish Sail Training Association (DSTA) er de danske skole- og øvelsesskibes forening.
Det er DSTAs formål at støtte danske sejlførende skole- og øvelsesskibe, der beskæftiger sig med unges oplæring til søs, give unge danske mulighed for at møde unge fra andre nationer i venskabelig kappestrid og andet samvær i forbindelse med oplæring til søs, bidrage til at udvikle venskab og forståelse på tværs af politiske og kulturelle skel. 
DSTA er medlem af Sail Training International – den internationale organisation for sail training-associationer i Australien, Belgien, Bermuda, Canada, Danmark, Finland, Frankrig, Holland, Irland, Italien, Letland, Norge, Polen, Portugal, Rusland, Spanien, Sverige, Storbritannien, Tyskland og USA.
Som medlemmer optager DSTA danske sejlskibe, der sejler med unge, danske havnebyer, der er potentielle værter for Tall Ships' Races, havne, virksomheder og organisationer, der ønsker at støtte foreningens formål og opgaver samt enkeltpersoner, der ønsker at støtte foreningens formål og opgaver.
Blandt DSTAs medlemmer er skoleskibene Danmark og Georg Stage samt øvelsesskibene LOA, Jens Krogh og Skibladner II.